# Markus Eichler
Markus Eichler (Varel, 18 de febrero de 1982) es un ciclista alemán. Debutó como profesional en 2003 con el equipo Team ComNet-Senges y partir del 2008 corrió para el equipo Team Milram hasta su desaparición a fines de 2010. 

## Palmarés
2006
- Gran Premio Villa de Lillers
- Tour de Drenthe

2010
- Batavus Prorace

2011
- 1 etapa del Tour de Azerbaiyán
- 1 etapa de la Flèche du Sud[1]

## Resultados en Grandes Vueltas
| Carrera | Carrera         | 2003 | 2004 | 2005 | 2006 | 2007 | 2008  | 2009 | 2010  | 2011 | 2012 | 2013 | 2014 |
| ------- | --------------- | ---- | ---- | ---- | ---- | ---- | ----- | ---- | ----- | ---- | ---- | ---- | ---- |
|         | Giro de Italia  | —    | —    | —    | —    | —    | 141.º | —    | —     | —    | —    | —    | —    |
|         | Tour de Francia | —    | —    | —    | —    | —    | —     | —    | —     | —    | —    | —    | —    |
|         | Vuelta a España | —    | —    | —    | —    | —    | —     | —    | 114.º | —    | —    | —    | —    |

—: no participa

Ab.: abandono